# Benjamin Totori
Benjamin Totori (Honiara, 20 febbraio 1986) è un calciatore salomonese, attaccante del Laugu Utd. e della nazionale salomonese.

## Carriera
Inizia la sua carriera nei Solomon Warriors FC, noti anche come Uncles FC, per poi trasferirsi in Nuova Zelanda. Negli YoungHeart diventa il miglior marcatore di sempre della squadra segnando 33 gol (stagione 2006/07), di cui 24 in campionato, facendo registrare anche il record di gol in una stagione della squadra.
Trasferitosi ai Waitakere United vince il campionato neozelandese e la OFC Champions League. Dopo una breve parentesi nella MLS nel 2008, ritorna a giocare per i Waitakere United con i quali vince il secondo campionato. Dal luglio 2012 al 14 giugno 2013 gioca per i Wellington Phoenix, squadra neozelandese che milita nel campionato australiano di calcio. Attualmente gioca per gli Oakleigh Cannons,squadra che milita nella Victorian Premier League
Ha segnato una tripletta ai Giochi del Pacifico 2011 nella partita vinta 7-0 contro Guam.

## Statistiche

### Cronologia presenze e reti in nazionale
| Cronologia completa delle presenze e delle reti in nazionale ― Isole Salomone | Cronologia completa delle presenze e delle reti in nazionale ― Isole Salomone | Cronologia completa delle presenze e delle reti in nazionale ― Isole Salomone | Cronologia completa delle presenze e delle reti in nazionale ― Isole Salomone | Cronologia completa delle presenze e delle reti in nazionale ― Isole Salomone | Cronologia completa delle presenze e delle reti in nazionale ― Isole Salomone | Cronologia completa delle presenze e delle reti in nazionale ― Isole Salomone | Cronologia completa delle presenze e delle reti in nazionale ― Isole Salomone |
| Data                                                                          | Città                                                                         | In casa                                                                       | Risultato                                                                     | Ospiti                                                                        | Competizione                                                                  | Reti                                                                          | Note                                                                          |
| ----------------------------------------------------------------------------- | ----------------------------------------------------------------------------- | ----------------------------------------------------------------------------- | ----------------------------------------------------------------------------- | ----------------------------------------------------------------------------- | ----------------------------------------------------------------------------- | ----------------------------------------------------------------------------- | ----------------------------------------------------------------------------- |
| 24-3-2019                                                                     | Taipei                                                                        | Taipei cinese                                                                 | 0 – 1                                                                         | Isole Salomone                                                                | Amichevole                                                                    | 1                                                                             | cap.                                                                          |
| Totale                                                                        |                                                                               | Presenze                                                                      | 1                                                                             |                                                                               | Reti                                                                          | 1                                                                             |                                                                               |

## Palmarès

### Club
- OFC Champions League: 1

Waitakere Utd: 2007-2008
- Campionato neozelandese: 2

Waitakere Utd: 2007-2008, 2009-2010
- Campionato salomonese: 2

Koloale: 2011
Western United: 2015-2016
- Campionato figiano: 1

Lautoka: 2018

### Individuale
- Capocannoniere della OFC Champions League: 1

2006 (7 gol)
- Capocannoniere del campionato neozelandese: 1

2006-2007 (24 gol)
- Capocannoniere delle Qualificazioni ai Giochi Olimpici: 1

2008 (8 gol, a pari merito con Malakai Tiwa)
- Capocannoniere della Telekom S-League: 1

2011 (23 gol)